# Mediawan
Mediawan («Медиава́н») — французский медиаконгломерат, основанный в декабре 2015 года.
По своей организационно-правовой форме это специализированная компания по целевым слияниям и поглощениям (SPAC). Компания была создана Ксавье Ньелем (основателем интернет-провайдера Free), Матьё Пигассом (генеральным директором банка Lazard и вместе с Ньелем крупным держателем акций газеты Le Monde и журнала L’Obs) и Пьером-Антуаном Каптоном (основателем Troisième Œil Productions) с целью приобретения европейских активов в секторе медиапроизводства и дистрибуции с амбициями стать «одной из крупнейших медийных платформ в Европе».
Вышла на биржу 4 апреля 2016 года, собрав 250 миллионов евро.
В июле купила компанию CC&C, специализирующуюся на производстве документальных фильмов для телевидения.
В январе 2017 года купила за 270 миллионов евро медиахолдинг AB Groupe, крупнейшими обладателями акций которого до того момента были Клод Берда (53 %) и Groupe TF1 (33,5 %).
В декабре 2017 года в прессе появилась информация, что компания ведёт переговоры о покупке за сумму около 50 миллионов евро более чем 55-процентной доли в анимационной студии Атона Сумаша и Димитрия Рассама ON Kids & Family.
В январе 2018 года купила отделение основанной Люком Бессоном компании EuropaCorp, отвечающее за производство контента для французского телевидения.
6 июня 2018 года сообщила, что заключила сделку о покупке 53,53 % акций ON Entertainment.
11 октября 2018 года переименовала AB Groupe в Mediawan Thematics.

## Ссылка
- mediawan.fr — официальный сайт компании Mediawan